# Chandler Stephenson
Chandler Stephenson, född 22 april 1994, är en kanadensisk professionell ishockeyforward som spelar för Vegas Golden Knights i National Hockey League (NHL). Han har tidigare spelat för Washington Capitals i NHL; Hershey Bears i American Hockey League (AHL) samt Regina Pats i Western Hockey League (WHL).
Stephenson draftades av Washington Capitals i tredje rundan i 2012 års draft som 77:e spelare totalt, som han vann Stanley Cup med för säsongen 2017–2018
Han är släkt med Bob Stephenson (farbror), Shay Stephenson (kusin) och Joey Kocur (farbror), som alla har spelat i NHL.

## Statistik
| 2007–2008  | Saskatoon Outlaws    |            | 60  | 66 | 70  | 136 | 82  | —  | — | —  | —   | —  |
| 2008–2009  | Saskatoon Blazers    | SMAAAHL    | 9   | 2  | 1   | 3   | 2   | —  | — | —  | —   | —  |
| 2009–2010  | Saskatoon Contacts   | SMAAAHL    | 42  | 17 | 37  | 54  | 34  | 11 | 5 | 14 | 19  | 4  |
| 2010–2011  | Regina Pats          | WHL        | 60  | 7  | 12  | 19  | 6   | —  | — | —  | —   | —  |
| 2011–2012  | Regina Pats          | WHL        | 55  | 22 | 20  | 42  | 24  | 5  | 1 | 3  | 4   | 0  |
| 2012–2013  | Regina Pats          | WHL        | 46  | 14 | 31  | 45  | 37  | —  | — | —  | —   | —  |
| 2013–2014  | Regina Pats          | WHL        | 69  | 30 | 59  | 89  | 65  | 4  | 0 | 4  | 4   | 0  |
|            | Hershey Bears        | AHL        | 2   | 1  | 0   | 1   | 0   | —  | — | —  | —   | —  |
| 2014–2015  | Hershey Bears        | AHL        | 54  | 7  | 7   | 14  | 10  | 10 | 1 | 4  | 5   | 2  |
| 2015–2016  | Washington Capitals  | NHL        | 9   | 0  | 0   | 0   | 2   | —  | — | —  | —   | —  |
|            | Hershey Bears        | AHL        | 46  | 7  | 21  | 28  | 26  | 17 | 1 | 5  | 6   | 2  |
| 2016–2017  | Washington Capitals  | NHL        | 4   | 0  | 0   | 0   | 0   | —  | — | —  | —   | —  |
|            | Hershey Bears        | AHL        | 72  | 10 | 28  | 38  | 42  | 9  | 3 | 2  | 5   | 6  |
| 2017–2018  | Washington Capitals  | NHL        | 67  | 6  | 12  | 18  | 8   | 24 | 2 | 5  | 7   | 8  |
|            | Hershey Bears        | AHL        | 6   | 5  | 1   | 6   | 2   | —  | — | —  | —   | —  |
| 2018–2019  | Washington Capitals  | NHL        | 64  | 5  | 6   | 11  | 0   | 6  | 0 | 0  | 0   | 2  |
| 2019–2020  | Washington Capitals  | NHL        | 24  | 3  | 1   | 4   | 6   | —  | — | —  | —   | —  |
|            | Vegas Golden Knights | NHL        | 41  | 8  | 14  | 22  | 10  | 20 | 3 | 2  | 5   | 4  |
| 2020–2021  | Vegas Golden Knights | NHL        | 46  | 12 | 20  | 32  | 27  | —  | — | —  | —   | —  |
| NHL totalt | NHL totalt           | NHL totalt | 255 | 34 | 53  | 87  | 53  | 50 | 5 | 7  | 112 | 14 |
| AHL totalt | AHL totalt           | AHL totalt | 180 | 30 | 57  | 87  | 80  | 36 | 5 | 11 | 16  | 10 |
| WHL totalt | WHL totalt           | WHL totalt | 230 | 73 | 122 | 195 | 132 | 9  | 1 | 7  | 8   | 0  |